# 新恆基集團
新恆基集團於1987年由黃光裕之兄黃俊欽創辦，當時的業務以連鎖商業、電子技術貿易為主。1993年，新恆基集團開始投資中國房地產開發，至今新恆基集團發展成業務包括房地產開發、網絡通信、高新科技、生物製藥、金融投資、物業管理等的綜合企業。
2001年，新恒基集團收購了山東金泰的股權。2007年，新恒基集團向山東金泰注入旗下新恆基控股集團和北京新恆基房地產集團有限公司的9個地產項目資產。這項交易令到山東金泰連續30個交易日開盤即封漲停。2008年11月，黃光裕因涉嫌操控ST金泰的股價而被調查。